# Surya Bonaly
Surya Bonaly (Niza, 15 de diciembre de 1973) es una expatinadora sobre hielo francesa. Triple medalla de plata en el Campeonato Mundial de Patinaje Artístico sobre Hielo (1993–1995), cinco veces campeona europea (1991–1995), ganadora del Campeonato del Mundo Junior en 1991 y nueve veces ganadora del Campeonato Nacional de Francia (1989–1997). Bonaly es la única patinadora sobre hielo olímpica capaz de aterrizar una voltereta hacia atrás sobre una sola cuchilla, salto que realizó en las Olimpiadas de Invierno de Nagano, Japón, en 1998.

## Primeros años
Bonaly nació en Niza, Francia, el 15 de diciembre de 1973. Llamada Claudine inicialmente, fue adoptada a los 18 meses por Suzanne y Georges Bonaly, que le llamaron Surya. Suzanne trabajaba como profesora de educación física y George como arquitecto del gobierno. La pareja comunicó a los medios que su hija había nacido en la isla de Reunión, porque pensaron sonaría más «exótico». Cuando Surya, al acercase la mayoría de edad, comenzó a investigar sus orígenes, sus padres reconocieron que su madre biológica era originaria de la isla, pero que Surya no había nacido allí. Didier Gailhaguet, su primer entrador en la etapa competitiva, admitió haber preparado la historia para atraer el interés de la prensa.

## Carrera

### Inicios
Bonaly era en origen gimnasta de competición. Empezó a patinar con once años en Niza, en 1985, antes de mudarse a París. Se publicó que Gailhaguet descubrió a Bonaly en una sesión abierta, pero años más tarde, ella reconoció que había deseado patinar en el equipo de competición de Gailhaguet y que de hecho fue ella quien le pidió participar. Se rompió ambas muñecas aprendiendo a caer correctamente.

### 1987–1988 a 1989–1990
Bonaly acabó 14.ª en su primer Campeonato ISU, el Juniors Worlds en Brisbane, Australia, en 1988. En la siguiente temporada, Bonaly ganó la medalla de bronce en el Campeonato Mundial Júnior de 1988 y su primer título nacional sénior. También empezó a aparecer en el nivel sénior, quedando octava en el Campeonato Europeo de 1989 y décima en Campeonato Mundial de 1989.
Bonaly obtuvo la medalla de plata tras la japonesa Yuka Satō en el Campeonato Mundial Júnior de 1990 en Colorado Springs, Estados Unidos. Acabó en cuarta posición en el Campeonato Europeo de 1990 y novena en el Campeonato Mundial de 1990.

### Temporada 1990–1991: Mundial Júnior y títulos europeos
Bonaly comenzó la temporada con dos medallas internacionales sénior: oro en el Gran Prix Internacional de París en 1990 y bronce en los Skate Electric de 1990. En su última actuación como júnior, se alzó en lo alto del podio de Campeonato Mundial de 1991 en Budapest, Hungría. Después de obtener su tercer título nacional, compitió en el Europeo de 1991 en Sofía, Bulgaria. Logró la medalla de oro por delante de dos patinadoras alemanas, Evelyn Großmann y Marina Kielmann.
Bonaly acabó en quinta posición en el Campeonato Mundial de 1991 de Múnich, Alemania, donde se quedó muy cerca de ser la primera patinadora sobre hielo en realizar el primer salto cuádruple certificado, pero cometió diversos errores.

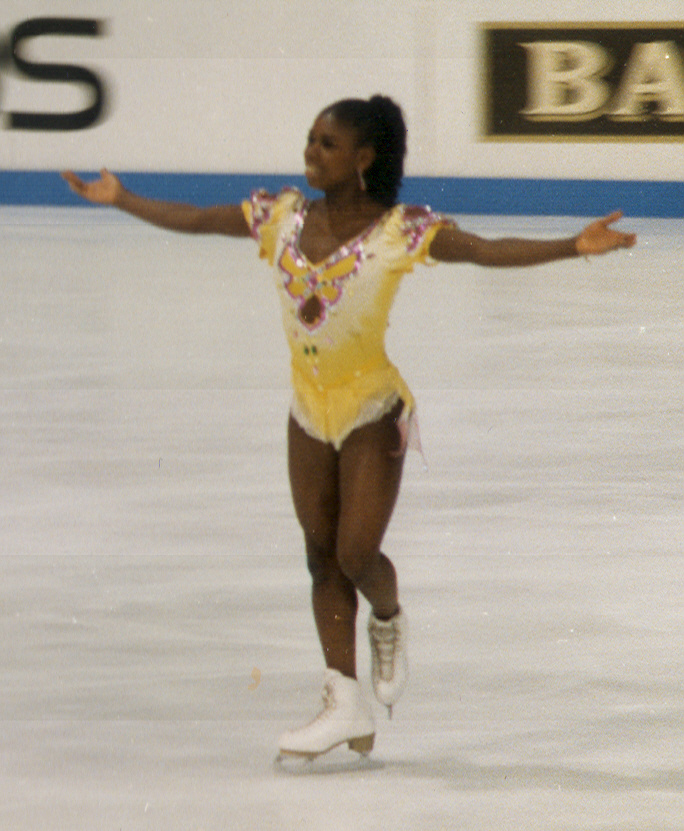
Surya Bonaly en 1992.

### Temporada 1991–1992: Segundo título europeo y primera participación olímpica
En enero de 1992, Bonaly superó en puntuación a Kielmann y Patricia Neske y se alzó con la medalla de oro en el Campeonato Europeo de Lausanne, Suiza. En febrero de 1992 prestó Juramento Olímpico en las Olimpiadas de Invierno de Albertville, Francia. Durante un entrenamiento remató una voltereta hacia atrás muy cerca de la japonesa Midori Itō y se le instó oficialmente a que no volviera a repertirla, pues los responsables consideraron que el resto de patinadoras podrían sentirse intimidadas durante los entrenamientos. Se convirtió en la primera mujer en abordar un cuádruple toe loop en competición, pero la rotación en el aire no fue completa y tuvo que terminarla sobre el hielo. Debido a esto, el salto fue puntuado a la baja según el Sistema ISU. A pesar de tenerlo todo a favor para subirse al podio, dado que había superado a Itō y Harding, que quedaron 4.ª y 6.ª respectivamente en el programa corto, y que Kristi Yamaguchi y Nancy Kerrigan cometieron errores importantes, acabó 6.ª en patinaje libre y 5.ª en la tabla general.
Después de las Olimpiadas, Bonaly rompió profesionalmente con su entrenador Gailhaguet y fichó por André Brunet, quien le entrenó durante un mes. Finalizó su temporada en el Campeonato Mundial de 1992 en Oakland, California, en la undécima posición, tras cometer numerosos errores en los programas. Estaba tan decepcionada con su bajo rendimiento y la forma en la que fue puntuada, que consideró convertirse en profesional a mitad de competición.

### Temporada 1992–1993: Primera medalla de plata mundial
Bonaly estuvo a las órdenes de su madre desde abril hasta septiembre de 1992. Quiso formar parte del equipo de Frank Carroll en California, pero la federación francesa se oponía a que sus patinadoras entrenaran en el extranjero. Alain Giletti se convirtió en su entrenador cuatro veces a la semana y su madre completaba el cuadrante durante sus ausencias.
Bonaly ganó el Campeonato Europeo de 1993 en Helsinki, por delante de la ucraniana Oksana Baiul y la alemana Marina Kielmann. En el Campeonato del Mundo de 1993 en Praga, sin embargo, quedó segunda por detrás de Oksana Baiul por un estrecho margen en las puntuaciones de presentación. Al igual que la ganadora del bronce Chen Lu, Bonaly demostró mayor destreza técnica que la ganadora. Completó siete triples, una combinación triple-triple, y dos triples lutzes, mientras que Baiul realizó cinco triples y no abordó ninguna combinación.

### Temporada 1993–1994
En enero de 1994, Bonaly quedó primera en todos los segmentos, alzándose con el cuarto título continental consecutivo en los europeos de Copenhague, Dinamarca. Las otras medallistas fueron Baiul y la rusa Olga Markova. Un mes más tarde, compitió en las Olimpiadas de Invierno de Lillehammer, Noruega, donde quedó 4.ª por detrás de Baiul, Nancy Kerrigan y Chen Lu.
En los Mundiales de 1994 de Chiba, Japón –en los que las tres medallistas olímpicas no compitieron–, la puntuación de Bonaly fue igual a la de la patinadora local Yuka Sato, quien finalmente recibió el oro tras una ajustado desempate de 5 a 4. Indignada por el resultado, Bonaly no quiso subirse al podio y recibió la medalla a pie de pista. Finalmente subió a la plataforma, pero se quitó la medalla de plata en cuanto le fue entregada, lo que provocó el abucheo del público. Después de la ceremonia, Bonaly declaró a la prensa: «Supongo que simplemente no tengo suerte».

### Temporada 1994–1995: Quinto título europeo
En 1995, Bonaly ganó por quinta vez el Campeonato Europeo. En el Mundial del 1995 de Birmingham, Inglaterra, obtuvo por tercera vez la medalla plata, por detrás de la china Chen Lu; por tercer año consecutivo volvía a perder el oro por un juez y una décima de punto, por lo que Bonaly consideró que había sesgo racista. Su programa libre era el más complejo técnicamente, con dos triples lutzes, dos combinaciones triples-triples y siete triples.

### Temporada 1995–1996
En otoño de 1995, Bonaly compitió en el ISU Champion Series, quedando tercera y cuarta en las distintas pruebas, lo que le desclasificó para la final de siete femenina. Fue plata en el Campeonato Europeo de 1996 de Sofía, Bulgaria, tras la rusa Irina Slutskaya, y quinta en el Mundial de 1996 de Edmonton, Canadá. Remató únicamente cuatro triples limpios en el programa libre durante toda la temporada. 

### Temporada 1996–1997
En mayo de 1996 Bonaly se rompió el tendón de Aquiles practicando acrobacias, lesión que la apartó de la competición durante la siguiente temporada. La federación francesa inicialmente decidió no convocarla para el Europeo de 1997 de París, considerando que estaba en baja forma, pero finalmente Bonaly participó, quedando en novena posición. No fue incluida en el equipo de dos femenino para el Mundial, posiciones que recayeron en Vanessa Gusmeroli y Laetitia Hubert.

### Temporada 1997–1998: Tercera olimpiada
Durante la temporada, Bonaly fue entrenada por su madre Suzanne Bonaly y Tatiana Tarasova en Marlborough, Estados Unidos. En las Olimpiadas de Invierno de 1998 de Nagano, Japón, acabó en sexta posición en el programa corto. Al no poder llevar a cabo su rutina de triple lutz a causa de la lesión, decidió realizar su voltereta hacia atrás y aterrizar sobre una cuchilla en el programa libre. Este tipo de voltereta estaba prohibida en competiciones reguladas por la Unión Internacional de Patinaje sobre Hielo (ISU por sus siglas en inglés) desde 1976, así que fue penalizada. Aun así, Bonaly no se arrepintió de su decisión. Acabó décima y se retiró de la competición amateur.
Sus clubes de patinaje han sido CSG Pralognan y CSG Champigny.

### Última etapa
Bonaly giró con Campeones sobre hielo durante siete años hasta que el espectáculo se declaró en bancarrota en 2007. También ha actuado en espectáculos en Rusia con Evgeni Plushenko y fue patinadora invitada en el Ice Theatre de Nueva York en la gala de diciembre de 2008, donde una vez más reprodujo su famosa voltereta hacia atrás.
Bonaly participó en el episodio Will on Ice de la serie Will & Grace, emitido el 12 de enero de 1999. En 2010 fue finalista de la tercera temporada de La Ferme Célébrités. En 2015 fue intervenida de varios quistes en la columna vertebral, poniendo punto final a su carrera.
En septiembre de 2016 Bonaly era entrenadora en Minesota.
En 2019 ha sido la protagonista del episodio Jurados de la serie documental de Netflix Losers, que explora las vidas de personas heroicas que se sobrepusieron a la pérdida o el fracaso. En el caso de Bonaly, el capítulo se centra en su carácter desafiante, en su larga carrera sobre el hielo y en su rechazo a plegarse a las convenciones.

## Vida privada
Bonaly se convirtió en ciudadana estadounidense en enero de 2004. Después de vivir en Las Vegas, Nevada, se mudó a Minesota. Bonaly se comprometió con el entrenador de patinaje Pete Biver el 18 de septiembre de 2016.
Bonaly es vegetariana y ha aparecido en numerosos anuncios de PETA, tanto en inglés como en francés, contra la caza de focas en Canadá y el comercio de piel.

## Hitos competitivos
| Internacional         | Internacional | Internacional | Internacional | Internacional | Internacional | Internacional | Internacional | Internacional | Internacional | Internacional | Internacional |
| Competición           | 87–88         | 88–89         | 89–90         | 90–91         | 91–92         | 92–93         | 93–94         | 94–95         | 95–96         | 96–97         | 97–98         |
| --------------------- | ------------- | ------------- | ------------- | ------------- | ------------- | ------------- | ------------- | ------------- | ------------- | ------------- | ------------- |
| Olimpiada             |               |               |               |               | 5.ª           |               | 4.ª           |               |               |               | 10.ª          |
| Mundial               |               | 10.ª          | 9.ª           | 5.ª           | 11.ª          | 2.ª           | 2.ª           | 2.ª           | 5.ª           |               |               |
| Europeos              |               | 8.ª           | 4.ª           | 1.ª           | 1.ª           | 1.ª           | 1.ª           | 1.ª           | 2.ª           | 9.ª           | 6.ª           |
| Copa de Rusia         |               |               |               |               |               |               |               |               |               |               | 4.ª           |
| Lalique               |               | 7.ª           | 1.ª           | 1.ª           | 5.ª           | 1.ª           | 1.ª           | 1.ª           | 3.ª           |               |               |
| Copa de las Naciones  |               |               |               |               |               | 1.ª           |               |               |               |               |               |
| Trofeo NHK            |               |               |               |               | 2.ª           | 1.ª           | 1.ª           | 2.ª           | 4.ª           |               |               |
| Skate América         |               |               | 6.ª           | 5.ª           | 3.ª           |               | 2.ª           | 1.ª           | 4.ª           |               |               |
| Skate Canadá          |               |               | 7.ª           |               | 1.ª           |               |               |               |               |               | 3.ª           |
| Goodwill Games        |               |               |               | 3.ª           |               |               |               | 1.ª           |               |               |               |
| Trofeo Nebelhorn      |               |               | 2.ª           | 1.ª           |               |               |               |               |               |               |               |
| Piruetten             |               |               |               |               |               |               | 4.ª           |               |               |               |               |
| Internacional: Júnior |               |               |               |               |               |               |               |               |               |               |               |
| Mundiales júnior      | 14.ª          | 3.ª           | 2.ª           | 1.ª           |               |               |               |               |               |               |               |
| Nacional              |               |               |               |               |               |               |               |               |               |               |               |
| Campeonato de Francia | 4.ª           | 1.ª           | 1.ª           | 1.ª           | 1.ª           | 1.ª           | 1.ª           | 1.ª           | 1.ª           | 1.ª           | 2.ª           |